# Nikki Reed

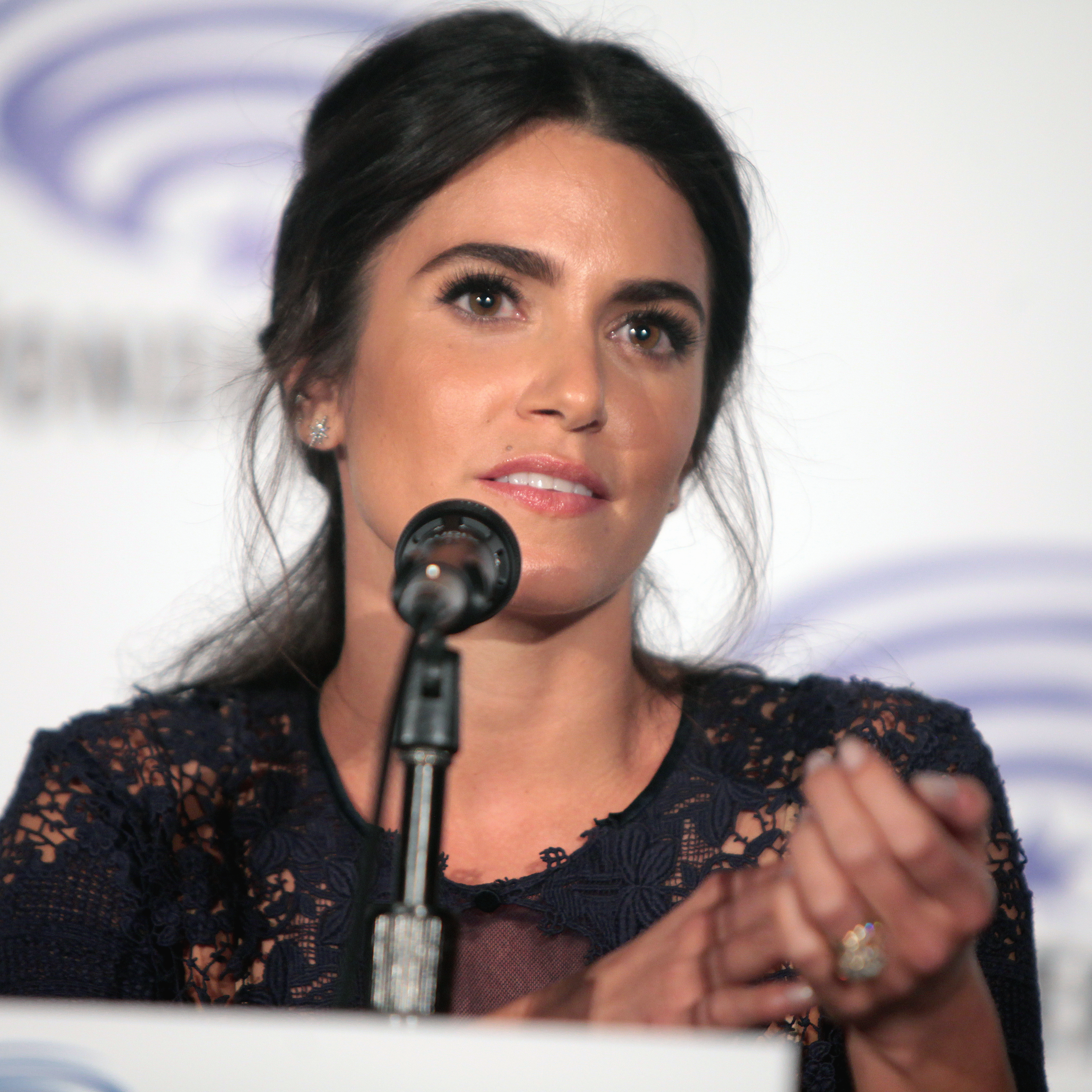
Nikki Reed auf der WonderCon 2016

Nicole „Nikki“ Houston Reed (* 17. Mai 1988 in Los Angeles, Kalifornien) ist eine US-amerikanische Filmschauspielerin. Bekannt wurde sie durch die Rolle der „Evie Zamora“ in dem Filmdrama Dreizehn, für dessen Drehbuch sie als Co-Autorin verantwortlich zeichnete, sowie als „Rosalie Hale“ in den Verfilmungen der Twilight-Serie von Stephenie Meyer.

## Leben

### Jugend und Karrierebeginn (bis 2003)
Reed wurde in West Los Angeles geboren. Sie ist die Tochter von Cheryl Houston, einer Kosmetikerin, und Seth Reed, einem Bühnenbildner (unter anderem für Fight Club und Minority Report). Ihr Vater ist Jude, ihre Mutter eine Christin mit italienischen und indigenen (Cherokee) Wurzeln. Sie hat einen älteren Bruder namens Nathan. Reed selbst wuchs ohne religiöse Erziehung auf, beschreibt sich aber als Jüdin. Ihre Eltern ließen sich scheiden, als sie zwei Jahre alt war. Sie wuchs bei ihrer Mutter in Culver City, Kalifornien auf, ihr Bruder lebte beim Vater. Reed beschrieb ihre Jugend als „kompliziert“. Sie experimentierte mit Drogen, Alkohol und Sex.
Reeds Vater hatte mehrere Jahre lang eine Beziehung mit Catherine Hardwicke, die damals ebenfalls als Bühnenbildnerin arbeitete. Hardwicke hielt auch nach der Trennung den Kontakt aufrecht. Sie schlug Reed vor, ihre Jugenderfahrungen niederzuschreiben. Innerhalb von nur sechs Tagen während der Winterferien schrieben sie gemeinsam das Drehbuch zu dem Film Dreizehn. Reed hatte ursprünglich nicht vor, Schauspielerin zu werden, doch die Produzenten überredeten sie, selbst eine Rolle in dem Film zu spielen. So wurde sie neben Holly Hunter und Evan Rachel Wood in einer der Hauptrollen besetzt. Der Film wurde von Kritikern und Publikum gleichermaßen gelobt. Reed erhielt für ihre Leistungen als Schauspielerin und Autorin zahlreiche Auszeichnungen und Nominierungen wichtiger Filmpreise. Sie wurde unter anderem mit dem Independent Spirit Award und dem Young Hollywood Award als beste Newcomerin ausgezeichnet. Nach Beendigung der Dreharbeiten zu Dreizehn kehrte Reed zunächst zur Hamilton High School in Los Angeles zurück. Sie blieb jedoch weniger als ein Jahr dort, da aufgebrachte Mütter in die Schule eindrangen und sie wegen ihrer Rolle in Dreizehn kritisierten und belästigten. Ihren Schulabschluss erreichte sie schließlich mithilfe von Hausunterricht. Im Alter von 14 Jahren zog sie aus der Wohnung ihrer Mutter aus.

### Independentfilme und Serien (2004 bis 2007)
Nachdem Reed die High School verlassen hatte, entschied sie sich doch für eine Karriere als Schauspielerin. 2005 spielte sie erneut unter der Regie von Catherine Hardwicke in dem Drama Dogtown Boys. Der Film beschreibt die wahre Geschichte des Skateboard-Teams Z-Boys, das Ende der 1970er Jahre maßgeblichen Einfluss auf die Skateboard-Welt hatte. Im selben Jahr stand sie neben Forest Whitaker und Marcia Gay Harden für den Episodenfilm American Gun vor der Kamera, der das Thema Schusswaffen in den USA behandelt und spielte eine Rolle in dem Independentfilm Man of God, in dem sie eine junge Prostituierte spielte, die einen Rabbiner verführt. Zudem spielte sie die Hauptrolle im Musikvideo zur Single Just Feel Better von Santana featuring Steven Tyler.
2006 war Reed in sechs Folgen der dritten Staffel der Fernsehserie O.C., California als Johnny Harpers Cousine Sadie Campbell zu sehen. Reed betonte später, sie habe die Rolle nur auf Anraten ihrer Agenten angenommen. Das Angebot, für die vierte Staffel zurückzukehren, lehnte sie ab. Außerdem hatte sie eine Gastrolle in der Anwaltsserie Justice – Nicht schuldig in der Folge Junkies. Im selben Jahr spielte sie neben Alec Baldwin und Carrie-Anne Moss in dem von Kevin Spacey produzierten Thriller Mein erster Mord ein Mädchen, das ihren Stiefvater verführt und dazu bringt ihre Mutter zu töten. Für ihre Leistung erhielt sie den Solistice Film Festival Award. Die Rolle der „Verführerin“ spielte sie 2007 auch in dem Thriller Cherry Crush. Im gleichen Jahr spielte sie die Rolle der Andi in der Serie Reaper – Ein teuflischer Job. Nach der Pilotfolge wurde sie jedoch von Missy Peregrym ersetzt, die die Rolle anschließend in der Serie besetzte. 2007 stand sie auch für die Tragikomödie Familiar Strangers vor der Kamera. Der Film wurde 2008 auf einigen Filmfestivals aufgeführt und Reed konnte, gemeinsam mit ihren Kollegen zwei Preise als bestes Schauspiel-Ensemble gewinnen.

### Durchbruch mitTwilight(seit 2008)

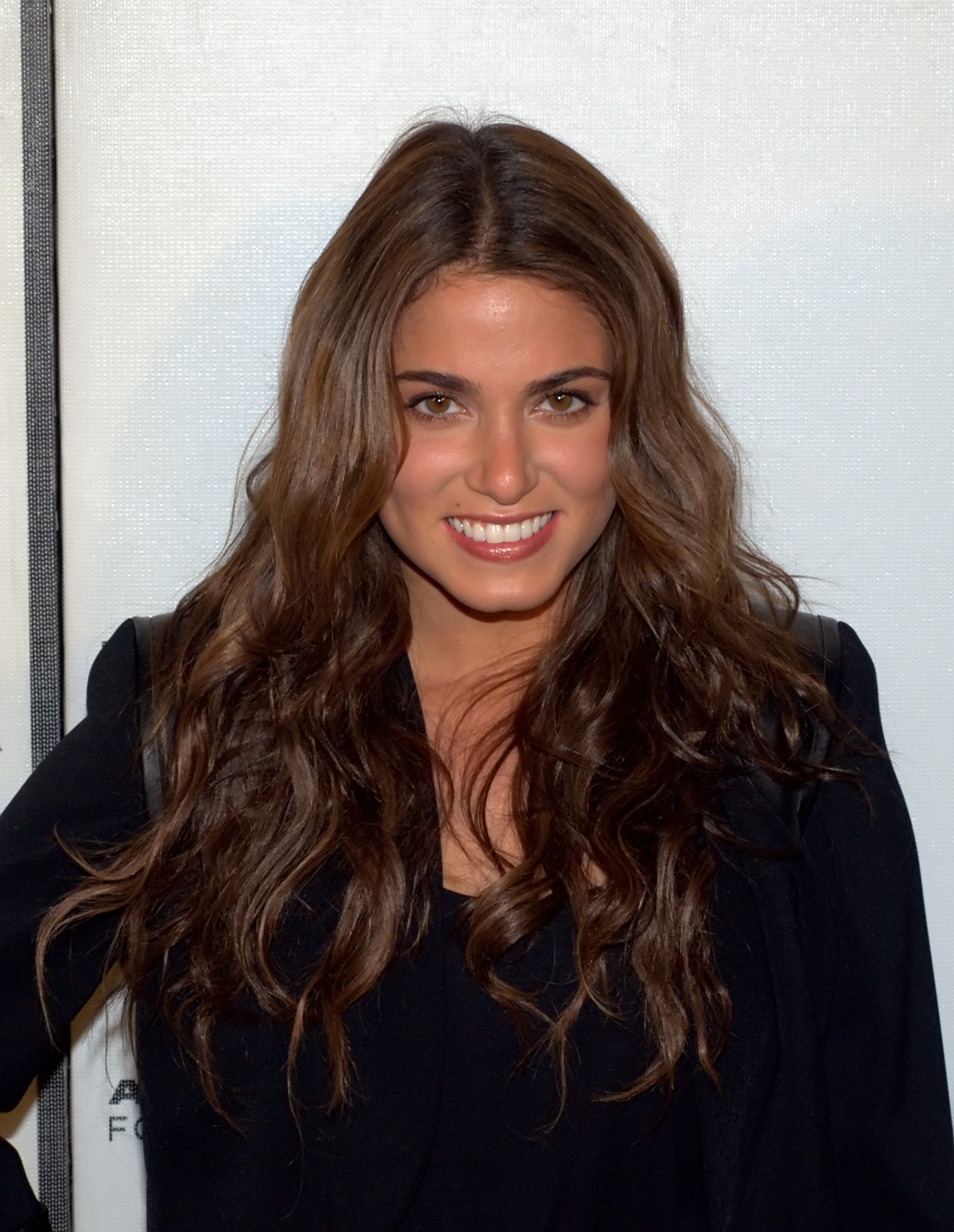
Reed auf dem Tribeca Film Festival 2010

Ihren endgültigen Durchbruch feierte Reed 2008 mit dem Film Twilight – Biss zum Morgengrauen. In der Verfilmung von Stephenie Meyers Bestseller ist sie als Vampirin Rosalie Hale zu sehen. Twilight ist Reeds dritter Film unter der Regie von Catherine Hardwicke. Ein Jahr später spielte sie diese Rolle erneut in der Fortsetzung New Moon – Biss zur Mittagsstunde.
2009 stand sie an der Seite von DJ Qualls für das Independent-Drama Der letzte Tag des Sommers in einer Hauptrolle vor der Kamera. Erstmals war sie auch als Produzentin an einem ihrer Filme beteiligt. Der Film hatte auf dem Hollywood Film Festival im Oktober 2009 Premiere und wurde knapp ein Jahr später in den US-amerikanischen Kinos limitiert veröffentlicht.
2010 spielte sie in Eclipse – Biss zum Abendrot zum dritten Mal die Rosalie Hale. In Eclipse wurde erstmals näher auf die Figur Rosalie Hale eingegangen, weshalb Reed einen größeren Part spielte als in den beiden Vorgängern. Außerdem war sie 2010 in dem Horrorfilm Chain Letter zu sehen. Der Film wurde bereits 2008 gedreht und fand vor allem wegen Reeds gestiegenem Bekanntheitsgrad doch noch den Weg ins Kino. Von Kritikern wurde Chain Letter aber überwiegend negativ aufgenommen und war auch im Kino kein Erfolg. In Deutschland wurde der Film daher direkt auf DVD veröffentlicht. Zudem stand sie für das Drama Privileged vor der Kamera, welches aber unveröffentlicht blieb. Reed führte bei dem Musikvideo Edie Sedgwick der Band Sage Regie. Der Videoclip feierte im Juli 2010 im Hotel Cafe Los Angeles Premiere.
2011 drehte Reed gemeinsam mit ihrem Twilight-Kollegen Peter Facinelli in Zusammenarbeit mit der Website CollegeHumor.com zwei Videoclips für das Internet, in denen die Schauspieler die WonderTwins (WunderZwillinge) verkörpern.
Außerdem war sie in dem Actionfilm Catch .44 – Der ganz große Coup, an der Seite von Bruce Willis und Forest Whitaker zu sehen. In Breaking Dawn – Biss zum Ende der Nacht, Teil 1 (2011) und Breaking Dawn – Biss zum Ende der Nacht, Teil 2 (2012) spielte sie erneut die Rosalie.
2012 veröffentlichte Reed den Song „Now That I’ve Found You“, den sie im Duett mit ihrem Ehemann Paul McDonald aufnahm. Sie spielte auch in dem dazugehörigen Musikvideo mit und führte Regie. Im Oktober 2012 veröffentlichte das Paar ein gemeinsames Album mit dem Titel „The Best Part“. Zudem waren sie mit ihrem Song „All I’ve Ever Needed“ auf dem Soundtrack des letzten Twilight-Films Breaking Dawn – Biss zum Ende der Nacht, Teil 2 vertreten.
2013 war Reed in den Actionfilmen Empire State – Die Straßen von New York und Pawn – Wem kannst du vertrauen? zu sehen, die in Deutschland direkt auf DVD veröffentlicht wurden.
Das Fantasy-Drama In Your Eyes, in dem Reed eine Nebenrolle besetzt, wurde beim Tribeca Film Festival im April 2014 uraufgeführt und anschließend im Internet veröffentlicht. Reed stellte bei dem Festival ebenfalls die Sport-Komödie Intramural vor. Ab 2015 spielte sie in der dritten Staffel der Fernsehserie Sleepy Hollow die Rolle der Betsy Ross. In dem Familienfilm Sunday Horse – Ein Bund fürs Leben (2016), der auf dem Leben der Springreiterin Debi Walden basiert, spielte Reed die Hauptrolle.

## Persönliches
Reed lebt abwechselnd in New York City und Los Angeles. 2010 schloss sie sich der Organisation „DoSomething“ an und sammelte Spendengelder, um Schulmaterialien für hilfsbedürftige Schüler und Studenten zu kaufen.
Am 16. Oktober 2011 heiratete Reed den vier Jahre älteren Rockmusiker Paul McDonald, dessen Namen sie annahm; sie verwendet jedoch weiterhin den Künstlernamen Reed. Die Feier fand auf einer Ranch in Malibu in Kalifornien statt. Reed hatte McDonald im März zuvor kennengelernt und sich mit ihm im Juni verlobt. Im März 2014 gab das Paar seine Trennung bekannt. Im Oktober 2014 gab der Schauspieler Ian Somerhalder seine Beziehung mit Reed bekannt. Im Februar 2015 wurde die Verlobung des Paares bekannt, und am 26. April 2015 heirateten die beiden. Am 25. Juli 2017 kam ihre gemeinsame Tochter zur Welt.
Reed ist Patentante des Sohnes ihres Twilight-Kollegen Jackson Rathbone.

## Filmografie
- 2003: Dreizehn (Thirteen, auch als Drehbuchautorin tätig)
- 2005: Man of God
- 2005: Dogtown Boys (Lords of Dogtown)
- 2005: American Gun
- 2006: O.C., California (The O.C., Fernsehserie, Folgen 3x15–3x20)
- 2006: Mein erster Mord (Mini’s First Time)
- 2006: Justice – Nicht schuldig (Justice, Fernsehserie, Folge 1x04 Addicts)
- 2007: Cherry Crush
- 2007: Reaper – Ein teuflischer Job (Reaper, Fernsehserie, unveröffentlichte Pilotfolge)
- 2008: Familiar Strangers
- 2008: Twilight – Biss zum Morgengrauen (Twilight)
- 2009: Der letzte Tag des Sommers (Last Day of Summer, auch als ausführende Produzentin tätig)
- 2009: New Moon – Biss zur Mittagsstunde (The Twilight Saga: New Moon)
- 2010: Privileged
- 2010: Chain Letter – The Art of Killing (Chain Letter)
- 2010: Eclipse – Biss zum Abendrot (The Twilight Saga: Eclipse)
- 2011: CollegeHumor Originals (Fernsehserie, 2 Folgen)
- 2011: Breaking Dawn – Biss zum Ende der Nacht, Teil 1 (The Twilight Saga: Breaking Dawn – Part 1)
- 2011: Catch .44 – Der ganz große Coup (Catch .44)
- 2012: Breaking Dawn – Biss zum Ende der Nacht, Teil 2 (The Twilight Saga: Breaking Dawn – Part 2)
- 2013: Enter the Dangerous Mind
- 2013: Empire State – Die Straßen von New York (Empire State)
- 2013: Pawn – Wem kannst du vertrauen? (Pawn)
- 2014: Intramural
- 2014: In Your Eyes
- 2014: Murder of a Cat
- 2015: About Scout
- 2015–2016: Sleepy Hollow (Fernsehserie, 15 Folgen)
- 2016: Jack Goes Home
- 2016: Sunday Horse – Ein Bund fürs Leben (A Sunday Horse)
- 2019: Dollface (Fernsehserie, Folge 1x10 Brautjungfer)
- 2019: V-Wars (Fernsehserie, 5 Folgen)

## Musikvideos
- 2005: Just Feel Better von Santana feat. Steven Tyler (als Darstellerin)
- 2010: Edie Sedgwick von Sage (als Regisseurin)
- 2010: No Rose Petals & Bubblebaths von Sabrina (als Darstellerin)
- 2012: Now That I’ve Found You von Paul McDonald & Nikki Reed (als Sängerin, Darstellerin und Regisseurin)
- 2012: All I’ve Ever Needed von Paul McDonald & Nikki Reed (als Sängerin, Darstellerin und Regisseurin)
- 2013: Get the Girl Back von Hanson (als Darstellerin)
- 2015: Til It Happens to You von Lady Gaga (als Darstellerin)
- 2016: #WHERESTHELOVE (feat. The World) von The Black Eyed Peas (als Sängerin und Darstellerin)

## Deutsche Synchronisation
Reed hat bis dato noch keine feste deutsche Synchronstimme. Angela Wiederhut synchronisierte sie in den Twilight-Filmen (2008–2012). In Der letzte Tag des Sommers (2009) wurde sie von Cornelia Ivancan gesprochen. Zuvor wurde sie von Anja Stadlober in Dreizehn (2003), Maria Koschny in Dogtown Boys (2005) und Bianca Krahl in Mein erster Mord (2006) gesprochen. Ihre Synchronstimme in der Fernsehserie O.C., California (2006) war Ilona Brokowski.

## Auszeichnungen
| Jahr | Award                                                | Kategorie                                            | Bemerkungen                       | Film                                            | Resultat  |
| ---- | ---------------------------------------------------- | ---------------------------------------------------- | --------------------------------- | ----------------------------------------------- | --------- |
| 2003 | Nantucket Film Festival – Screenplay Award           | Bestes Drehbuch                                      | Gemeinsam mit Catherine Hardwicke | Dreizehn                                        | gewonnen  |
| 2003 | Young Hollywood Awards                               | One to Watch – Female                                |                                   | Dreizehn                                        | gewonnen  |
| 2003 | Washington D.C. Area Film Critics Association Awards | Bestes original Drehbuch                             | Gemeinsam mit Catherine Hardwicke | Dreizehn                                        | nominiert |
| 2004 | Independent Spirit Award                             | Bestes Drehbuch – Debüt                              | Gemeinsam mit Catherine Hardwicke | Dreizehn                                        | nominiert |
| 2004 | Independent Spirit Award                             | Beste Debüt – Performence                            |                                   | Dreizehn                                        | gewonnen  |
| 2004 | Prism Award                                          | Beste Darstellung in einem „Theatrical Feature Film“ |                                   | Dreizehn                                        | nominiert |
| 2004 | Phoenix Film Critics Society Award                   | Bestes original Drehbuch                             | Gemeinsam mit Catherine Hardwicke | Dreizehn                                        | nominiert |
| 2004 | Phoenix Film Critics Society Award                   | Breakout Performance – Hinter der Kamera             |                                   | Dreizehn                                        | nominiert |
| 2004 | Satellite Award                                      | Beste Schauspielerin – Drama                         | Gemeinsam mit Evan Rachel Wood    | Dreizehn                                        | nominiert |
| 2004 | Satellite Award                                      | Bestes original Drehbuch                             | Gemeinsam mit Catherine Hardwicke | Dreizehn                                        | nominiert |
| 2006 | Solstice Film Festival Award                         | Beste Schauspielerin                                 |                                   | Mein erster Mord                                | gewonnen  |
| 2008 | Delray Beach Film Festival Award                     | Bestes Ensemble                                      | Gemeinsam mit dem Cast            | Familiar Strangers                              | gewonnen  |
| 2008 | Method Fest Independent Film Festival Award          | Bestes Ensemble                                      | Gemeinsam mit dem Cast            | Familiar Strangers                              | gewonnen  |
| 2009 | Teen Choice Award                                    | Choice Fresh Face – Female                           |                                   | Twilight – Biss zum Morgengrauen                | nominiert |
| 2009 | Scream Award                                         | Bestes Ensemble                                      | Gemeinsam mit dem Cast            | Twilight – Biss zum Morgengrauen                | nominiert |
| 2010 | Young Hollywood Awards                               | Superstar in the Making                              |                                   | New Moon – Biss zur Mittagsstunde               | gewonnen  |
| 2010 | Teen Choice Award                                    | Most Fanatic Fans                                    | Gemeinsam mit dem Cast            | New Moon – Biss zur Mittagsstunde               | gewonnen  |
| 2011 | Teen Choice Award                                    | Choice Favorite Vampire                              |                                   | Eclipse – Biss zum Abendrot                     | nominiert |
| 2012 | Teen Choice Award                                    | Choice Scene Stealer Female                          |                                   | Breaking Dawn – Biss zum Ende der Nacht, Teil 1 | nominiert |